# トレ・クロノール級軽巡洋艦
| トレ・クロノール級軽巡洋艦         | トレ・クロノール級軽巡洋艦 |
| ---------------------------------- | --- |
| 竣工当時の「トレ・クロノール」     | |
| 近代化改装後の「イェータ・レヨン」 | |
| 艦級概観                           | |
| 艦種                               | 軽巡洋艦 |
| 艦名                               | |
| 前級                               | ゴトランド |
| 次級                               | |
| 性能諸元                           | |
| 排水量                             | 基準：8,200トン、7650トン、7400英トン（7518t） 満載：9,238トン、9200英トン（9347t） |
| 全長                               | 182.0m、597フィート（181.96m） |
| 水線長                             | 180.2m、571フィート（174m） |
| 全幅                               | 16.7m、54フィート（16.45m） |
| 吃水                               | 6.5m、5.7m、19フィート6インチ（5.94m） |
| 機関                               | モタラ式重油専焼4胴型水管缶4基 +ド・ラバル式ギヤードタービン2基2軸推進 |
| 最大出力                           | 90,000hp、1000000馬力 |
| 速力                               | 33.0ノット |
| 航続距離                           | 14ノット/4,350海里 |
| 燃料                               | -トン（重油） |
| 乗員                               | 610名、618名 |
| 兵装                               | 竣工時： ボフォース Model 1942 15cm（53口径）三連装両用砲1基&同連装両用砲2基 ボフォース 4cm（70口径）連装機関砲10基 2.5cm（-口径）単装機銃7基 53.3cm三連装水上魚雷発射管2基 機雷160個搭載可能 1958年：ボフォース Model 1942 15cm（53口径）三連装両用砲&同連装両用砲2基 ボフォース Model 1950 5.7cm（50口径）連装高角砲2基 ボフォース 4cm（70口径）単装機関砲11基 2.5cm（-口径）単装機銃7基 53.3cm三連装水上魚雷発射管2基 機雷160個搭載可能 |
| 装甲                               | 舷側：76～100mm 甲板：20～25mm 司令塔：20mm |
| 航空 兵装                          | 無し |

トレ・クロノール級(HMS Tre Kronor class Light Cruiser)とはスウェーデン海軍が最後に整備した軽巡洋艦の艦級である。型名はスウェーデン国章に現される「三つの王冠」の意。スリーエ・クロノール級とも。

## 艦形について

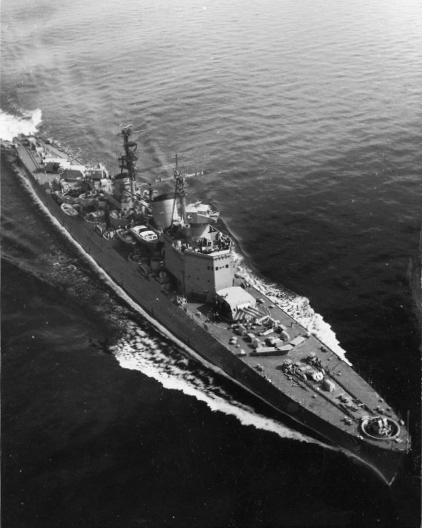
近代化改装後の「トレ・クロノール」。本級は艦首のみ三連装砲塔であった。

本級の設計はイタリアのアンサルド社の手による物で円筒形艦橋が特徴的であった。船体形状は艦首にクリッパー・バウを持った長船首楼型船体である。バルト海で運用するために殆ど傾斜の無い艦首甲板に15cm三連装砲塔が1基、その後ろの艦橋構造は5層構造の円筒と箱を交互に積み重ねたような形状の鐘楼型艦橋である。機関配置はボイラーとタービンを交互に配置する「シフト配置」を採用していたために、艦橋の後部に簡素な三角マストと後方に強く傾斜した煙突が「前部マスト→1番煙突→後部マスト→2番煙突」の順に立つ。煙突の左右の舷側甲板上にはボフォース4cm連装機関砲が並んだ。2番煙突の後ろに後部射撃方位盤があり、そこから甲板一段分下がって後部甲板上に15cm連装両用砲後ろ向きに背負い式で2基が配置され、2番主砲塔の左右に53.3cm三連装水上魚雷発射管が片舷1基ずつの計2基配置された。
本級は1950年代に近代化改装が行われ、対空火器の増備に伴って艦橋構造を一部開放式の箱型艦橋に改装され、頂上部に測距儀と対空指揮装置が搭載された。

## 武装

### 主砲

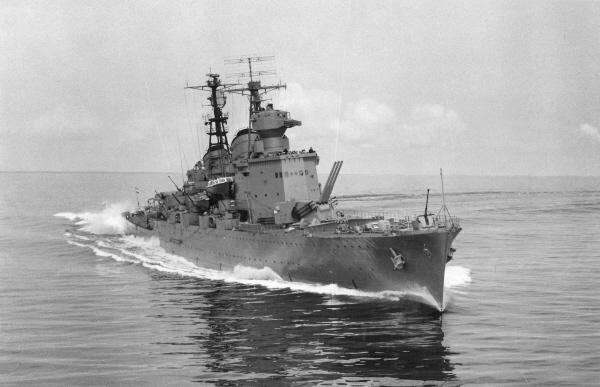
近代化改装後の「トレ・クロノール」。本級は主砲塔は両用砲となっており仰角70度で対空射撃が可能であった。

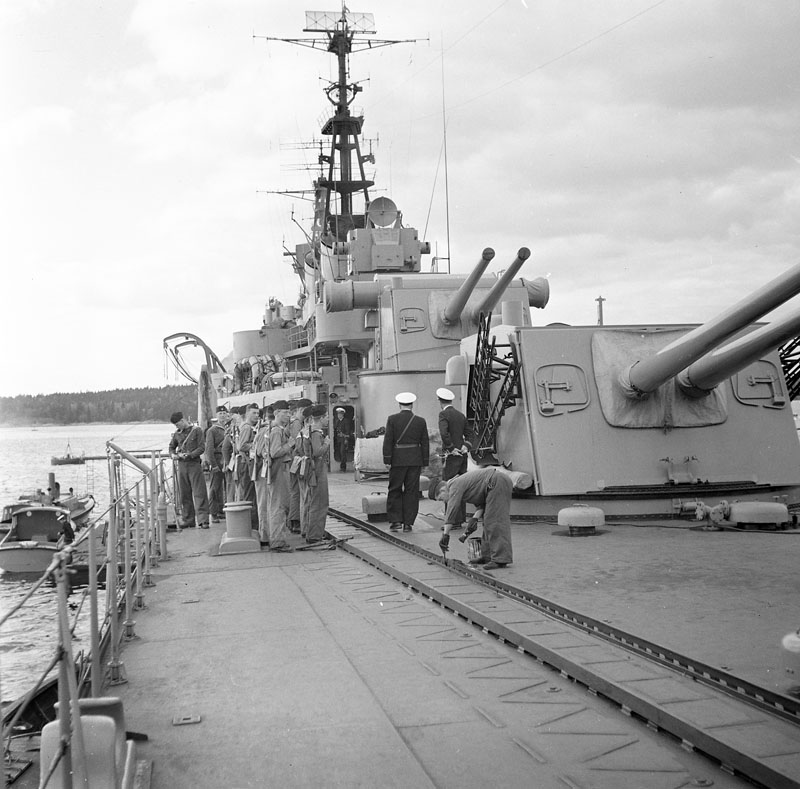
艦尾から撮られた「イェータ・レヨン」の背負い式配置の15cm連装砲塔。水兵がペンキを塗っているのは機雷投下用のレール。

本級の主砲には新設計の「Model 1942年型 15cm（53口径）速射砲」を採用した。その性能は重量45.8 kgの砲弾を仰角45度で25,969mまで届かせ、最大仰角70度で最大射高15,250mまで届かせられることが出来るこの砲を新設計の両用式砲塔に収めた。砲塔の形式は三連装砲塔と連装砲塔の二種類が搭載された。砲塔の俯仰能力は仰角70度・俯角10度で旋回角度は船体首尾線方向を0度として左右150度の旋回角度を持っていた。発射速度は毎分10発である。

### 高角砲、その他の備砲

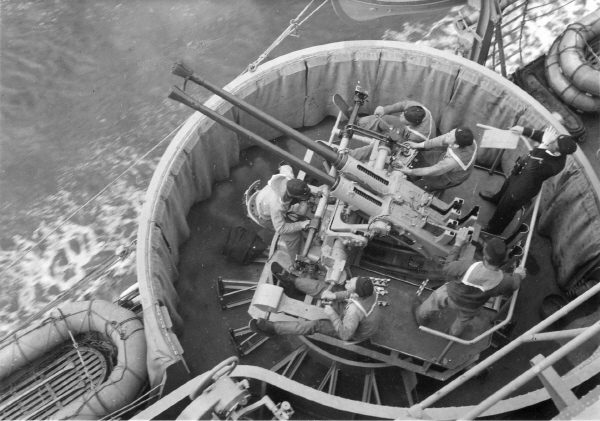
本艦は高角砲を持たず、対空をボフォース4cm連装機関砲が担っていた。

本級は高角砲を持たず、対空を国産のボフォース社製「Model1936年型 40mm(56口径)機関砲」を連装砲形式で10基を搭載していた。他に近接対空用に2.5cm単装機銃を7基搭載していた。更に主砲では対処できない相手に53.3cm三連装魚雷発射管を片舷1基ずつ計2基装備した。他に水路閉鎖用に機雷を160個搭載できた。　
後に近代化改装時に高角砲として「ボフォース 5.7cm（50口径）高角機関砲」を連装砲架で2基を搭載し、機関砲も銃身を伸ばした新型の「ボフォース 4cm（70口径）機関砲」を単装砲架で11基に改められた。

## 同型艦
- トレ・クロノール（Tre Kronor）

1番艦「トレ・クロノール」はイェータヴェルケン社イェーテボルイ造船所にて1943年9月27日に起工、1944年12月16日進水、1947年10月25日に竣工、1964年除籍後、1970年解体処分。
- イェータ・レヨン（Göta Lejon）

2番艦「イェータ・レヨン」はエリクスベルイ社イェーテボルイ造船所にて1943年9月27日に起工、1945年11月17日進水、1947年12月15日に竣工、1970年除籍後1971年にチリ海軍に売却され「アルミランテ・ラトーレ」と改名。チリ海軍で1984年に除籍、1985年解体処分。